# پرسین
پرسین (به انگلیسی: Persin) با فرمول شیمیایی C۲۳H۴۰O۴ یک ترکیب شیمیایی با شناسه پاب‌کم ۶۳۶۵۵۶۳ است. که جرم مولی آن ۳۸۰٫۵۶ g/mol می‌باشد. 